# ロッテマート
ロッテマート（Lotte Mart）は、韓国ロッテショッピングロッテマート事業本部が展開するディスカウントストアである。

## 概要
2021年現在286店舗（国内116店+スマートストア3店+ビッグマーケット6店、海外168店）展開されている。1998年に1号店のオープン以来、2000年末には売上高1兆ウォンを突破。韓国を代表するディスカウントストアに成長。韓国以外にも中国に105、インドネシアに39、ベトナム4店舗展開されている。
特記すべき点は、ソウル駅店は、外国人観光客の利用が特に多いため、EMSの配送窓口が設置されている。
2016年、中国の店舗は、韓国のTHAADミサイル配備に反発する中国側の報復措置（名目は消防法違反が理由）により、多数の店舗が営業禁止処分を受け休業状態となった。2017年にはゴールドマンサックスを通じて外部への売却を模索したが頓挫、2018年現在も99店舗中87店舗が休業状態が続いている。2018年5月11日、最大店舗数を有する上海市内の店舗を、中国の流通企業「利群」に売却することを明らかにした。前月には、北京市内の店舗を同じく中国の流通企業「物美」への売却が決定しており、残りの店舗についても、現地企業と交渉を進めているとしている。